# 黑色金属
黑色金属乃工业上对铁、铬和锰的统称。亦包括这三种金属的合金，尤其是合金钢及钢铁。与黑色金属相对的是有色金属。
事实上纯净的铁及
铬是银白色的，而锰是银灰色。由于钢铁表面通常覆盖一层黑色的四氧化三铁，而锰及铬主要应用于冶炼黑色的合金钢。所以才会被“错误分类”为黑色金属。
黑色金属的分类也有其意义，因为这三种金属都是冶炼钢铁的主要原料，而钢铁在国民经济中占有极其重要的地位，亦是衡量一国家国力的重要标志。黑色金属的产量约占世界金属总产量的95%。

## 各种黑色金属的用途
| 铬     |                                                  |                                      |                                      |
| 性质   | 银白色，硬度最高的金属，不容易腐蚀。             | 银白色，硬度最高的金属，不容易腐蚀。 | 银白色，硬度最高的金属，不容易腐蚀。 |
| 用途   | 进行电镀时的必用金属                             | 进行电镀时的必用金属                 | 进行电镀时的必用金属                 |
| 产品   | 生产方式                                         | 性质                                 | 用途                                 |
| 铬钢   | 在钢裡摻入铬。                                   | 硬而耐腐蚀。                         | 制造机械、枪炮筒、坦克、装甲车。     |
| 不锈钢 | 炼钢时摻入占全体12％以上的铬，及掺入一定量的镍。 | 不生锈。                             | 建筑材料、餐具。                     |

| 锰   |                            |                          | |
| 性质 | 灰白色，脆而硬。           | 灰白色，脆而硬。         | 灰白色，脆而硬。                                                                                     |
| 产品 | 生产方式                   | 性质                     | 用途                                                                                                 |
| 锰钢 | 炼钢时裡摻入12％以上的锰。 | 坚硬、强韧、不容易磨损。 | 制造钢磨、滚珠轴承、铲斗（推土机、掘土机用）。锰含量更加高的锰钢用来制造钢盔，坦克钢甲及穿甲弹弹头。 |